# جون درايسديل
جون درايسديل هو محامي وسياسي كندي، ولد في 31 مايو 1926 في وينيبيغ في كندا. نشط حزبياً في الحزب الكندي التقدمي المحافظ. وقد انتخب عضو مجلس العموم الكندي.